# Forurening
Forurening forårsages af frigørelsen og/eller udslip af miljøfremmede stoffer. For at blive kategoriseret som en forureningsproces skal den være sket pga. menneskelig aktivitet. Forurening er derfor betegnelsen for en tilstand, hvor bestemte faktorer (”røg, støj og møg”) findes i så stor mængde, at det overskrider grænsen for, hvad der kan tåles. Grænsen for, hvad der er acceptabelt, kan dog forskydes. Dels kan man ændre på ydre faktorer (vedtagne grænseværdier; brugen af værnemidler), og dels kan indstillingen til forureningen ændres i takt med nye vaner (antirygekampagner; nabostøj).
Hvis problemerne skyldes naturlige forløb, kaldes de f.eks. ”naturkatastrofer”, ”ulykker” eller ”skæbne”. Forurening kan opstå på grund af en skadelig mængde naturlige stoffer. Det kunne for eksempel være overgødning med eller udslip af gylle i forbindelse med husdyrhold.
Der er i Danmark stor opmærksomhed på forureningsfaren. Således har Miljøstyrelsen udfærdiget en liste over uønskede stoffer. På grund af deres potentielt skadelige egenskaber er mange af de mest persisterende organiske forurenere blevet forbudt ifølge Stockholm-konventionen af 2001. I Danmark må der kun bruges bekæmpelsesmidler, der er optaget på listen over godkendte bekæmpelsesmidler. Miljøforurening kan have indvirkning på menneskers forplantnings-, åndedræts-, nerve- og immunsystem ikke bare i en generation, men i flere generationer.
Forurening af naturen med miljøskadelige stoffer er en væsentlig medvirkende årsag til Den sjette store massedød.

## Forurening i historien
- Hulemenneskene måtte bruge de forholdsvist få grotter, der var egnede. Derfor levede de oven på et kulturlag, som bestod af forgængernes affald.
- I den grønlandske indlandsis kan man påvise bly, som skyldes antikkens smelteovne rundt langs Middelhavet.
- Under de årlige sildemarkeder ved Falsterbo har stranden været fyldt af fiskeaffald, og stanken må have været forfærdelig.
- I London bredte den tykke, gule tåge sig på grund af kulrøgen fra industrier og private brændeovne.
- New Yorks historie er også beretningen om en langstrakt kamp for at skaffe rent vand. Først i 1842 lykkedes det at føre godt drikkevand ind fra bjergene inde i landet.

## Nutidens problemer

### Industri
Industriel fabrikation kan ikke undgå at forurene. Fabrikkernes virksomhed består i at omdanne råstoffer eller halvfabrikata til færdigvarer, og under den proces vil der opstå spild og der vil dannes affald. Begge dele kan meget let blive til forurening, hvis produktionsudstyret er for nedslidt.
De fleste moderne industrivirksomheder har indført forholdsvis effektive systemer, der gør forureningsproblemet væsentligt mindre. Spild er en kostbar og ofte unødvendig omkostning, som virksomhederne er dybt interesserede i at mindske mest muligt. Affald vil der nødvendigvis altid opstå, men det som er affald for den ene industri, kan som regel blive en ressource for den anden.
Desuden bliver reglerne for udledning af spild og affald hele tiden strammet, og de økonomiske sanktioner ved overtrædelse har efterhånden nået en størrelse, hvor de kan give virksomheden en mærkbar nedgang i overskuddet.
Industrien forurener vandet, når det bliver brugt som opløsningsmiddel, som rensevæske og som kølemiddel. Det største problem ved den industrielle forurening af vandet ligger dog i, at man tidligt valgte at føre spildevand fra husholdninger og industrier bort via de samme kloakker.
Industrien har desuden et betydeligt energitab til omgivelserne. Det kan måles i form af CO2 afgivelsen, i form af varmeafgivelsen og i form af den samlede udstråling. Under alle omstændigheder viser tallene, at industrien er kendetegnet ved et stort energiforbrug, en lav energieffektivitet og derfor også af en stor varmeforurening af omgivelserne.

### Landbrug
Der er et element af sandhed i påstanden om, at landbruget ikke sviner sit produktionsgrundlag til. For landbruget undgår ganske rigtigt at forurene produktionsjorden, men til gengæld sender man betydelige mængder affald ud i atmosfæren. Samtidig sker der en nedsivning til grundvandet af gødnings- og pesticidrester og af mere eller mindre ukendte nedbrydningsprodukter (se nedenfor).
Landbrugets luftforurening består dels i en uundgåelig bortledning af metan fra dyrenes stofskifte og dels i et udslip af ammoniak fra stalde, møddingspladser og under udbringning af gylle. Forurening med metan vil være meget vanskelig at nedbringe, og det kan i realiteten bedst ske ved at nedsætte antallet af kreaturer på verdensplan. Ammoniak er derimod en værdifuld ressource, der kan udnyttes som gødning, hvis ellers produktionsmetoderne bliver ændret.
Landbrugets vandforureninger stammer mest fra de ofte optrædende udslip, men også forbruget af kunstgødning spiller en påviselig rolle. I pressen er det de utætte gylletanke, man hører mest om, men også beholdere med drivmidler, sprøjtevæske og gødningsstoffer giver anledning til vandforurening, når de bliver utætte, eller der sker udslip.

### Trafik
Luftforurening fra trafikken består på den ene side af mere eller mindre uforbrændte drivmidler (benzin, gas og dieselolie), dels af stoffer, der dannes under forbrændingen (kvælstofilter, dioxin og svovlilte f.eks.), og dels af stoffer, som opstår ved fuldstændig forbrænding (især CO2). I disse år (2005) er der øget opmærksomhed på sundhedsfaren ved de bittesmå partikler, som dannes ved ufuldstændig forbrænding af dieselolie.
Oven i disse forureninger af luften kommer partikler fra forbrænding, fra bremse- og koblingsplader, fra bildæk og vejbelægning og fra andre bevægelige dele. En væsentlig del af mikroplast-forureningen af miljøet stammer netop fra nedslidningen af mange millioner af bildæk årligt. 
Trafikken giver også anledning til forurening af jorden langs trafikanlæggene, da partikler og opløste stoffer når ud i jorden stænk og overfladevand.

### Kraftværker
Kraftværker i Danmark producerer strøm ved afbrænding af olie og kul. Det skaber to forskellige sæt luftforurening, men i store træk løses de ved at sætte kalk- og støvfiltre ind i skorstenene på kraftværkerne. Men forskellige luftarter (som f.eks. kulilte, kvælstofilte og svovlbrinte passerer filtrene uhindret.

### Husholdninger
Efter vedtagelsen af de to vandmiljøplaner har kommunerne gennemført kraftige investeringer i renseanlæg til spildevand fra husholdningerne. Disse investeringer har medført, at tabet af opløst nitrat og fosfat til de kystnære områder er nedbragt betydeligt. Der er dog stadig problemer med enligt beliggende boliger på landet og med det store antal sommerhuse, der bortleder spildevand til sivebrønde.

## Typer af forurening
- Havforurening
- Industristøj
- CO2-forurening
- Luftforurening
- Lugtforurening
- Lysforurening
- Olieforurening
- Plastikforurening
- Radioaktivt udslip
- Støjforurening
- Trafikstøj
- Varmeforurening

### Forureningshændelser

#### Udenlandske hændelser
- Bhopalulykken
- Sevesoulykken
- Tjernobyl-ulykken

#### Danske hændelser
- Cheminova
- Grindstedværket
- Junckers Industrier A/S[8]
- Proms Kemiske Fabrik
- Himmark Strand[9]
- PFAS-forurening[10]

### Forgiftning
- Evighedskemikalier
- Giftige organismer
- Gødningsstoffer
- Pesticider
- Radioaktive stoffer
- Tungmetaler

### Oprydning
- Jordrensning[11]
- Kommunekemi
- Luftrensning
- Vandrensning